# فرانسیس توکر
فرانسیس توکر (انگلیسی: Francis Tuker؛ ۴ ژوئیه ۱۸۹۴ – ۷ اکتبر ۱۹۶۷) فرد نظامی و نویسنده اهل بریتانیا بود. وی همچنین برندهٔ جوایزی همچون نشان حمام و نشان امپراتوری بریتانیا شده‌است.